# Веран, Оливье
Оливье Веран (фр. Olivier Véran; род. 22 апреля 1980, Сен-Мартен-д’Эр) — французский невролог, политический и государственный деятель. Министр солидарности и здравоохранения (2020—2022).

## Биография
Окончил Университет Гренобль 1, где специализировался в неврологии, степень магистра получил в парижском Институте политических исследований, защитив диплом на тему «Управление системой здравоохранения». Работал по специальности в университетском больничном центре Гренобль-Альпы, где также стал профсоюзным активистом — являлся официальным представителем и первым вице-президентом национального профсоюза больничных интернов (2007—2008), дуайеном больничных интернов Гренобля и президентом профсоюза врачей и фармацевтов (2008—2010). В 2011 году вошёл в Национальный совет Ассоциации врачей.

### Политическая карьера
В 2012—2015 годах заменял в Национальном собрании Женевьев Фьоразо, избранную депутатом от департамента Изер, но перешедшую на работу в правительства социалистов.
В 2016 году избран депутатом совета региона Овернь — Рона — Альпы.
В 2017 году будучи кандидатом партии «Вперёд, Республика!» победил на парламентских выборах в 1-м избирательном округе департамента Изер, получив в первом туре 47,21 % голосов и безоговорочно победив во втором с результатом 68,09 % представителя Союза независимых Жана-Дамьена Мермийо-Блондена (Jean-Damien Mermillod-Blondin).
В 2017 году назначен основным докладчиком Комиссии по социальным вопросам, в январе 2020 года стал парламентским докладчиком по вопросам пенсионной реформы.

### В должности министра здравоохранения
16 февраля 2020 года получил портфель министра солидарности и здравоохранения во втором правительстве Филиппа вследствие отставки Аньез Бузин, возглавившей список правящей партии на предстоявших в марте муниципальных выборах в Париже.
28 февраля 2020 года Веран, вступивший в должность в разгар всемирного распространения коронавируса SARS-CoV-2, объявил о начале второй стадии эпидемии во Франции, когда инфекция уже попала на территорию страны, и требуются меры по установлению санитарного контроля. В частности, отменены все мероприятия с участием более 5 тысяч человек — досрочно прекращён Международный сельскохозяйственный салон, а также отменён традиционный Парижский полумарафон, намечавшийся на 1 марта.
В апреле 2020 года призвал не снижать количество абортов во время пандемии коронавируса, заявив, что «право на аборт» «необходимо поощрять и облегчать».
20 мая 2020 года Веран объявил о создании при Министерстве здравоохранения комиссии для выработки мер против «пауперизации» медицинских работников (поддержание отношений с профсоюзами вошло в ведение известной активистки Николь Нота).
6 июля 2020 года сохранил прежнюю должность при формировании правительства Кастекса.
16 ноября 2020 года в интервью группе местных газет сообщил о прохождении Францией пика второй волны коронавирусной эпидемии, поскольку к середине ноября показатель заболеваемости снизился до 257 новых случаев на 100 тысяч человек за неделю с 500 в конце октября.
27 декабря 2020 года в медицинских центрах для пожилых в Севране и Дижоне впервые во Франции началась вакцинация против COVID-19 с использованием препарата BNT162b2, разработанного совместно компаниями Pfizer и BioNTech. При этом Веран не исключил возможности возвращения к режиму социального дистанцирования в случае ухудшения эпидемической ситуации.
8 февраля 2021 года Веран сделал себе первую прививку от COVID-19, получив одобренный во Франции неделей ранее препарат компании AstraZeneca, предназначенный в том числе для вакцинации всех медиков, включая лиц моложе 50 лет (он получил его в качестве врача-невролога). На вопрос журналистов по поводу приостановки использования этой вакцины в ЮАР, поскольку она не действует на южно-африканскую разновидность коронавируса, Веран ответил, что во Франции этот штамм встречается крайне редко, и препарат AstraZeneca эффективен в 99 % случаев.
22 декабря 2021 года Веран предположил, что ввиду особенностей штамма омикрон показатель количества инфицированных COVID-19 за одни сутки превысит к концу года 100 тысяч человек (по официальным данным на 21 декабря, в предыдущие 24 часа зафиксированы 72 832 новых случая; средняя цифра начиная с сентября составила 54 231). По состоянию на 21 декабря на стационарном лечении находились 16 076 коронавирусных больных, из них 3096 в тяжёлом состоянии.
26 декабря 2021 года были подведены итоги первого года вакцинации от COVID-19, начавшейся 27 декабря 2020 года. За этот период 49,5 млн французов получили 121 млн доз вакцины.

### Работа в правительствах Элизабет Борн
20 мая 2022 года Веран назначен министром-делегатом по связям с парламентом и демократическим устоям в правительстве Элизабет Борн.
4 июля 2022 года сформировано второе правительство Борн, в котором Веран был назначен министром-делегатом демократического обновления и официальным представителем правительства.
11 января 2024 года было сформировано правительство Атталя, в котором Веран не получил никакого назначения.

## Личная жизнь
Не позднее, чем с 2018 года находится в связи с Корали Дюбо, избранной в Национальное собрание от департамента Эро. Пара не афишировала свои отношения, но после назначения Верана в правительство скрыть их от прессы стало невозможно.